# Kaktus w sercu
Kaktus w sercu – współczesna powieść obyczajowa napisana przez spółkę autorską Ewy i Marka Karwan-Jastrzębskich pod pseudonimem Barbara Jasnyk. Autorzy wcielili się w postać bohaterki wyprodukowanego przez TVN serialu Teraz albo nigdy!. Premiera literacka książki wydanej przez Wydawnictwo W.A.B. odbyła się 27 listopada 2008 roku.
Kaktus w sercu, wykorzystując elementy poetyki powieści z kluczem, przedstawia subiektywny punkt widzenia bohaterki na wydarzenia, które poprzedziły pierwszą serię Teraz albo nigdy!. Czytelnik i widz serialowy ma szansę uzupełnić swoją wiedzę na temat doświadczeń i motywacji Barbary Jasnyk, a tym samym pogłębić jej portret psychologiczny.
Kaktus w sercu, według kategorii stworzonej przez Henry’ego Jenkinsa, jest formą opowieści transmedialnej, gdyż nawiązując do wydarzeń i postaci z telewizyjnego serialu, zachowuje autonomię prezentowanej fikcji literackiej. Uzupełnia w ten sposób świat przedstawiony filmu o literackie świadectwo głównej bohaterki.
Książka Barbary Jasnyk nie jest pierwszym przypadkiem wprowadzenia na rynek tytułu, którego autorem jest fikcyjna postać z serialu telewizyjnego, np. w 1990 roku wydano Sekretny dziennik Laury Palmer, postaci z serialu Miasteczko Twin Peaks. W rzeczywistości pamiętnik napisała córka reżysera serialu Jeniffer Lynch. 
W promocji Kaktusa w sercu, po raz pierwszy na polskim rynku wydawniczym, zastosowano marketingowy mechanizm odwróconego product placement. Zanim książka ukazała się na realnym rynku, tytuł oraz jego autorka zostali wypromowani w fikcyjnym świecie Teraz albo nigdy!. 
Po miesiącu obecności na półkach księgarskich Kaktus w sercu sprzedał się w ilości 30 400 egz., zdobywając 14. pozycję na liście bestsellerów 2008 roku. W styczniu 2009 roku znalazł się na 1. miejscu zestawienia Kolportera, 4. miejscu internetowego portalu Merlin, 7. miejscu sieci księgarni Matras oraz na 12. miejscu w sieci Empik.
W marcu 2009 roku Kaktus w sercu ukazał się w wersji audio nakładem Biblioteki Akustycznej.

## Główni bohaterowie
Ania – porte-parole Barbary Jasnyk. Młoda dziennikarka rozpoczynająca karierę w tabloidzie Podgląd należącym do koncernu Voyer Media, gdzie spotyka swoją pierwszą wielką miłość. Idealistka próbująca przeciwstawić się normom kolorowej bulwarówki. Zamiast poszukiwać taniej sensacji i śledzić życie celebrytów usiłuje zrealizować ambitny projekt portretu wielokrotnego, w którym opisze życie starej aktorki, Glorii Grey.
Wiktor – chłopak Anki. Dziennikarz Podglądu i bezwzględny paparazzi. Karierowicz i protegowany „Barona” przebojowo zdobywa pozycję na warszawskich salonach, organizując wernisaż swojego fotograficznego dorobku. Od lat poluje na prestiżową nagrodę dziennikarską Peryskop. Nie pozbawiony wdzięku manipulator i cynik. Poplątany życiorys oraz trudne dzieciństwo nie pozostają bez wpływu na zawodową karierę i związek z Anką.
Magda – najbliższa przyjaciółka Ani. Początkująca projektantka mody i happenerka. Założycielka praskiego Studia Banialongo oraz liderka kontestatorskiego ruchu Kolorowa Alternatywa. Kolekcjonerka manekinów i feministka. Zdrowy rozsądek i ironia pozwalają jej zachować dystans wobec rzeczywistości, tak potrzebny zakochanej Ance.
Adrian Klekot „Bocian” – przywódca prawicowej partii. Poseł i aktywny działacz na rzecz ograniczenia wolności prasy brukowej. Zwolennik wprowadzenia do szkół jednolitych mundurków i bohater happeningów Magdy. Hipokryta i krasomówca. Amator pokazów mody, bankietów i początkujących aktoreczek.
Bogdan Mrówczyński „Baron” – naczelny Podglądu i postrach całej redakcji. Stary dziennikarski wyga, który zrobi wszystko, żeby skompromitować i usunąć z życia publicznego swoich antagonistów. Jego sympatia do Wiktora ma podtekst homoseksualny, a zazdrość o faworyzowanego dziennikarza jest głównym powodem niechęci okazywanej Ance.
Zuzanna – prezes zarządu Voyer Media. Była dziennikarka, aktualnie busineswomen robiąca karierę w korporacyjnych strukturach koncernu prasowego.
Zimna, wyrachowana i konsekwentna zawsze osiąga założone cele. Od lat Wiktor jest przedmiotem jej pożądania, czeka tylko na właściwy moment, żeby dopaść swoją ofiarę.
Gloria Grey – hollywoodzka gwiazda przedwojennego kina. Wielka aktorka i legenda ekranu na starość powraca do kraju swoich przodków i osiada w ekskluzywnej willi na obrzeżach Warszawy. Stary sługa broni jej prywatności, a gwiazda od dziesięcioleci strzeże swoich tajemnic, nie udzielając żadnych wywiadów. Jednak pewnego dnia łamie swoje zasady i decyduje się na spotkanie z początkującą dziennikarką Anką.
Figa – młoda, atrakcyjna i prowokacyjna gwiazdka estrady. Nie cofnie się przed niczym, żeby znaleźć się na pierwszych stronach kolorowej prasy i lansować w mediach. W karierze pomaga jej były perkusista, obecnie kochanek i menadżer Maciej „Wyrwas” Wyrwiński.
Artur „Art” Nowakowski – didżej radia Wolna Fala, autor popularnej nocnej audycji, prezenter pokazów mody, bywalec warszawskich klubów. Przystojny i gładki erudyta potrafi zrobić wrażenie na nowo poznanych dziewczynach. Na wernisażu Blaski i cienie poznaje Ankę.